# ASB Classic 2008
ASB Classic 2008 — жіночий тенісний турнір, що проходив на відкритих кортах з твердим покриттям ASB Tennis Centre в Окленді (Нова Зеландія). Це був 23-й за ліком ASB Classic. Належав до турнірів 4-ї категорії в рамках Туру WTA 2008. Тривав з 31 грудня 2007 до 5 січня 2008 року.

## Фінальна частина

### Одиночний розряд
Ліндсі Девенпорт —  Араван Резаї, 6–2, 6–2
- Для Девенпорт це був 1-й титул за рік і 54-й - за кар'єру.

### Парний розряд
Марія Коритцева /  Лілія Остерло —  Мартіна Мюллер /  Барбора Стрицова, 6–3, 6–4